# Lehigh University

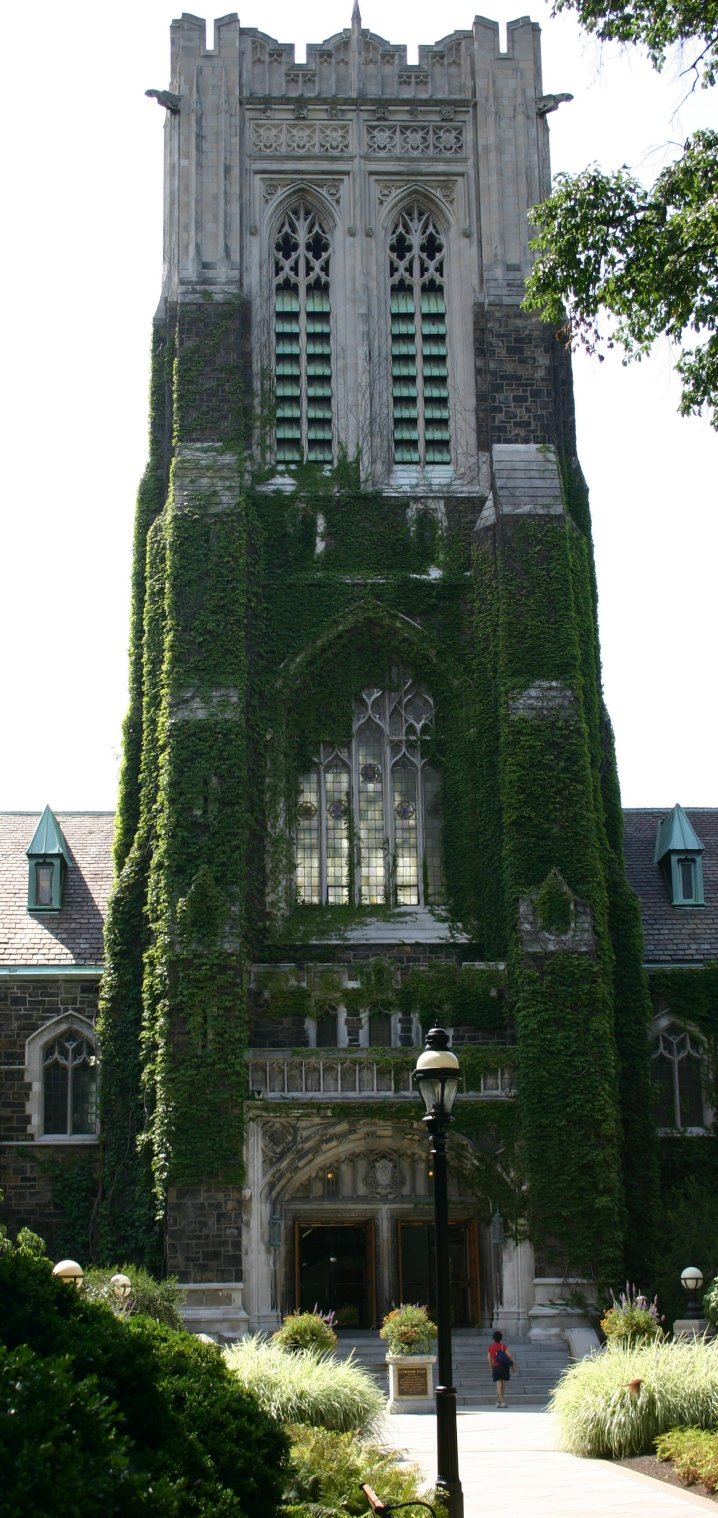
Alumini Memorial Building.

Lehigh University är ett amerikanskt universitet i Bethlehem i delstaten Pennsylvania. Det grundades 1865 av affärsmannen Asa Packer.